# Roberto el diablo (ópera)
Roberto el diablo (título original en francés, Robert le diable) es una grand opéra en cinco actos con música de Giacomo Meyerbeer y libreto en francés de Eugène Scribe y Casimir Delavigne; a menudo se considera como la primera grand opera. La historia tiene poca relación con la leyenda medieval de Roberto el Diablo. Originariamente planeada como una opéra comique en tres actos, "Meyerbeer convenció a Scribe para que cambiara (la ópera)...a una grand opera de cinco actos". La música dramática, la armonía y la orquestación de Robert, su melodramática trama, y sus sensacionales efectos escénicos (especialmente el "Ballet de las monjas") hizo que fuera un éxito de la noche a la mañana e instantáneamente confirmó a Meyerbeer como el compositor de ópera líder de su era, llevando a Frédéric Chopin, quien estaba entre el público, a decir: "Si alguna vez se vio magnificencia en el teatro, dudo que alcance el nivel de esplendor mostrado en Robert... Es una obra maestra... Meyerbeer se ha hecho inmortal".
La ópera fue la primera producción nueva del nuevo director de la Opéra, Louis Véron, y su éxito financió su política de encargar obras similares, que iban a incluir obras de Meyerbeer (como Los hugonotes), de Fromental Halévy (La judía) y de Daniel Auber (Gustave III).

## Historia de las representaciones
La ópera se estrenó el 21 de noviembre de 1831 en la Ópera de París, y fue la obra que consiguió fama internacional a Meyerbeer. El éxito se debió en gran medida a los cantantes estrella de la ópera - Nicolas Levasseur como Bertram y   Adolphe Nourrit como Robert— y al provocativo "Ballet de las monjas" en el Acto III, presentando a la gran bailarina Marie Taglioni.
La ópera - bajo el título de El padre-rufián en una versión de Rophino Lacy - fue presentada por vez primera en Londres en el Theatre Royal, Drury Lane el 20 de febrero de 1832 y en su versión original en el Teatro de Haymarket el 11 de junio de ese año. La versión de Lacy se estrenó en Nueva York el 7 de abril de 1834.
A invitación de Nourrit Cornélie Falcon hizo su debut a la edad de 18 años en la Opéra en el papel de Alice el 20 de julio de 1832. El elenco incluyó a Nourrit. Aunque sufría pánico escénico, Falcon consiguió cantar su primera aria sin error, y acabó su papel con "facilidad y competencia." Su trágico comportamiento y oscuro aspecto era muy apropiado para el papel, y ella causó una vívida impresión en el público, que incluyó aquella noche a Auber, Berlioz, Halévy, Maria Malibran, Giulia Grisi, Honoré Daumier, Alexandre Dumas y Victor Hugo. Al oírla en el papel, el propio Meyerbeer declaró su ópera como al fin "completa".
Tal como señaló el crítico Tom Kaufman,
"Para abril de 1834, la ópera pasó de la marca de las 100 interpretaciones, sus buenos cinco meses antes de Guillermo Tell, incluso aunque la ópera de Rossini tuvo un comienzo de 27 meses. Mientras tanto, se ha traducido tanto al inglés como al alemán (dos versiones de cada) y había empezado su triunfante gira del mundo civilizado. En 1832 se oyó en Londres, Berlín, Estrasburgo, Dublín y Lieja. En 1833 alcanzó a Bruselas, Copenhague, Viena y Marsella. Lyon, Nueva York (en inglés), Budapest, La Haya, Ámsterdam y San Petersburgo fueron algunas de las ciudades que la oyeron en 1834. Su primera interpretación americana en el francés original tuvo lugar en Nueva Orleáns el 24 de diciembre de 1836. No fue traducida al italiano hasta 1838, cuando fue representada en Lisboa; una versión italiana diferente se usó en su estreno en Italia, en Florencia, en 1840."
A finales del siglo XIX, las óperas de Meyerbeer comenzaron a desaparecer gradualmente. Hubo reposiciones en el siglo XX, incluyendo aquellas en "Nueva Orléans y Niza en 1901, París (en la Gaite Lyrique) en 1911, Barcelona en 1917, Viena (en la Volksoper) en 1921 y Burdeos en 1928. Su primera reposición tras la guerra tuvo lugar en Florencia en 1968, pero en una versión italiana incompleta. La reposición del año 1984 en  la Opera de París (con Rockwell Blake -Robert-, Samuel Ramey -Bertram-, Walter Donati -Raimbaut-, Michèle Lagrange -Alice- y June Anderson -Isabelle-) fue la primera en esa ciudad desde el año 1911, y la primera en la Opera desde 1893".
Una nueva edición crítica de Roberto el diablo por el musicólogo Dr. Wolfgang Kuhnhold fue representada en la Staatsoper en Berlín en marzo de 2000 con Jianyi Zhang (Robert), Stephan Rügamer (Raimbaut), Kwangchul Youn (Bertram), Marina Mescheriakova (Alice) y Nelly Miricioiu (Isabelle), dirigida por Marc Minkowski.

## Personajes
| Personaje                      | Tesitura      | Elenco del estreno, 21 de noviembre de 1831 (Director: François Antoine Habeneck) |
| ------------------------------ | ------------- | --------------------------------------------------------------------------------- |
| Robert, duque de Normandía     | tenor         | Adolphe Nourrit                                                                   |
| Isabelle, princesa de Sicilia  | soprano       | Laure Cinti-Damoreau                                                              |
| Bertram, amigo de Robert       | bajo-barítono | Nicolas Levasseur                                                                 |
| Alice, medio hermana de Robert | soprano       | Julie Dorus-Gras                                                                  |
| Raimbaut, un trovador          | tenor         | Marcelin Lafont                                                                   |
| Alberti, un caballero          | bajo          | Jean-Pierre Hurteau                                                               |
| Heraldo                        | tenor         | Jean-Étienne-Auguste Massol                                                       |
| Dama de compañía de Isabelle   | soprano       | Lavry                                                                             |
| Sacerdote                      | bajo          |                                                                                   |
| Príncipe de Granada            | papel mudo    |                                                                                   |
| Helena, abadesa                | bailarina     | Marie Taglioni                                                                    |

## Argumento

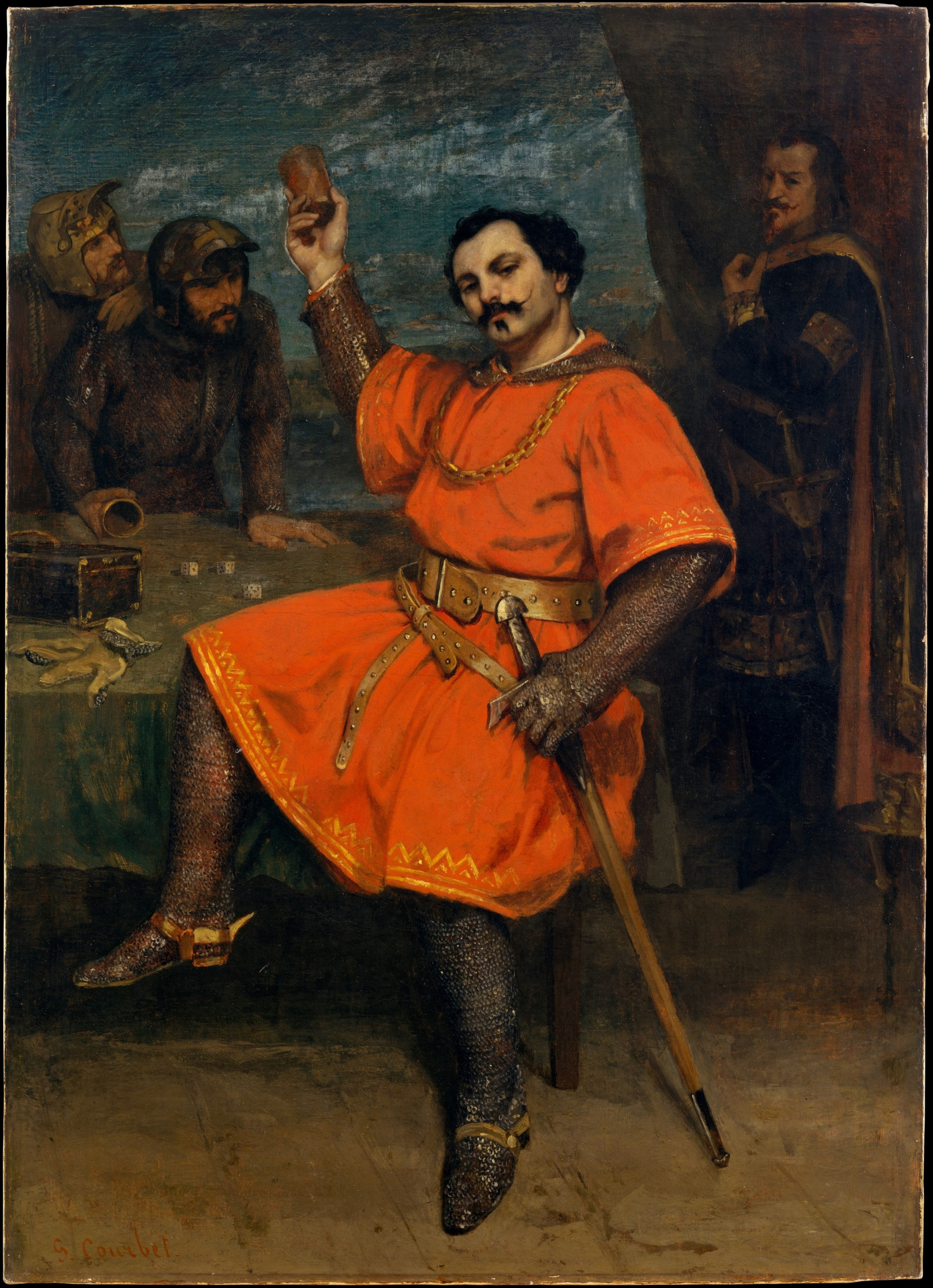
Guéymard como Robert (Courbet, 1857)

La ópera se basa vagamente en la leyenda medieval de Roberto el diablo, muchas de cuyas versiones afirman que el duque Roberto el Magnífico de Normandía (padre de Guillermo el Conquistador) fue el diablo.

### Acto I
Roberto y su misterioso amigo Bertram están en Palermo. El trovador Raimbaud, sin reconocer a Roberto, canta una balada refiriéndose a él como "Roberto el diablo". Raimbaud ruega su perdón y dice a Robert que está comprometido para casarse con la medio hermana de Roberto, llamada Alice. Alice entra y le dice a Roberto que tiene un mensaje para su madre moribunda. Roberto le dice que espere a más tarde y le pide a ella que coja la carta para su propia prometida, la princesa Isabelle. Bertram desafía a Robert a un juego de dados, en los que Roberto pierde todas sus posesiones.

### Acto II
El príncipe de Granada desafía a todos los que llegan por la mano de Isabelle, pero Roberto ha sido guiado por Bertram y no responde.

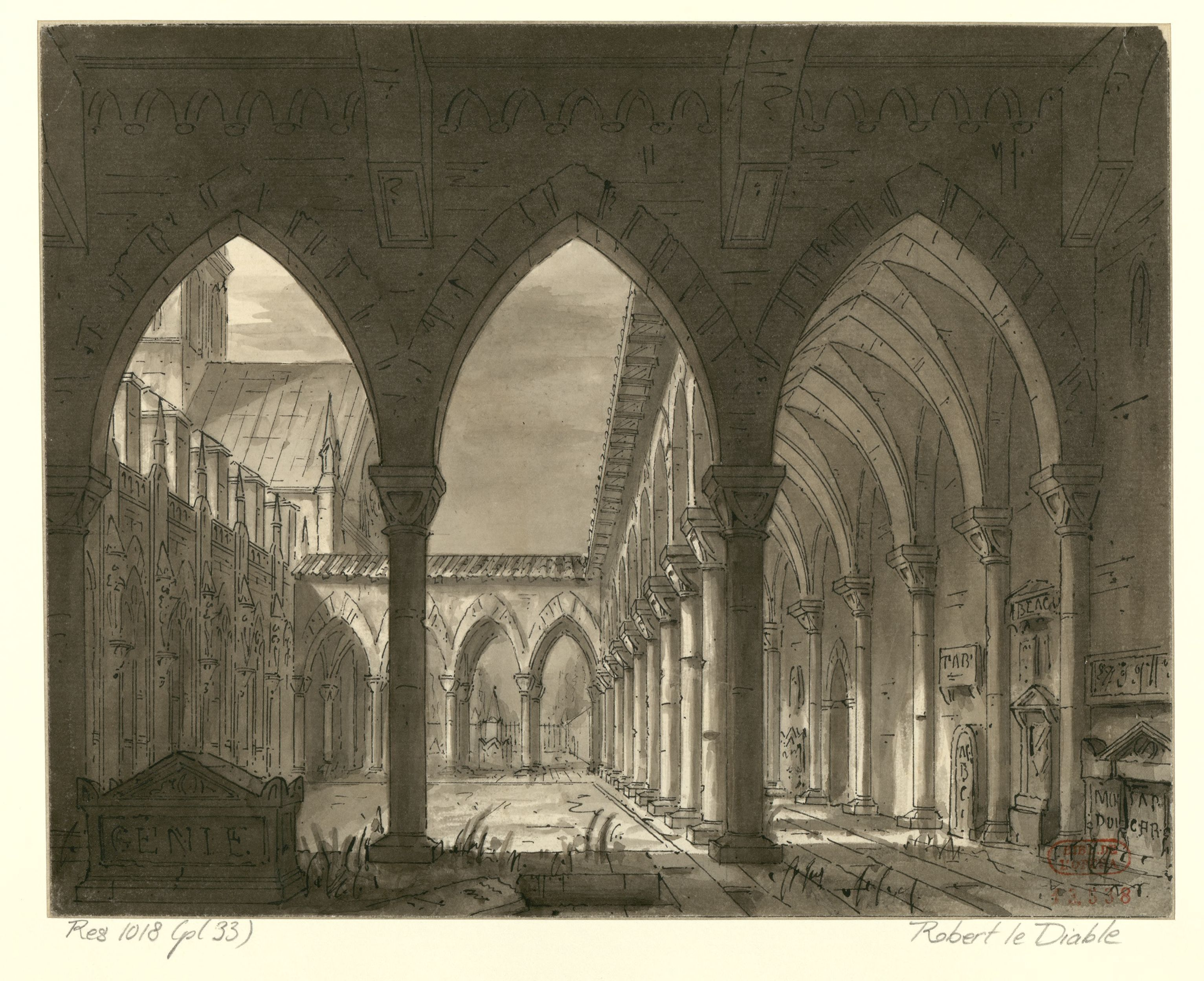
Acto III, escena 2 (Ciceri, 1831)

### Acto III
Le dice a Roberto que puede recuperar su fortuna con la ayuda de una rama mágica, que puede hacerlo invisible. Esto lleva a Roberto a las ruinas de un convento, donde la rama puede encontrarse. Un ballet (iniciando ya desde entonces la tradición del ballet blanco) tiene lugar con los fantasmas de las monjas libertinas, alzándose de sus ataúdes, lideradas por su abadesa.

### Acto IV
El invisible Roberto entra en la cámara de Isabelle mientras ella se está preparando para su matrimonio con el príncipe de Granada. Pretende raptarla, pero ella admite que lo ama. En desesperación, Roberto rompe la rama y el conjuro que ha creado, y lo apresan.

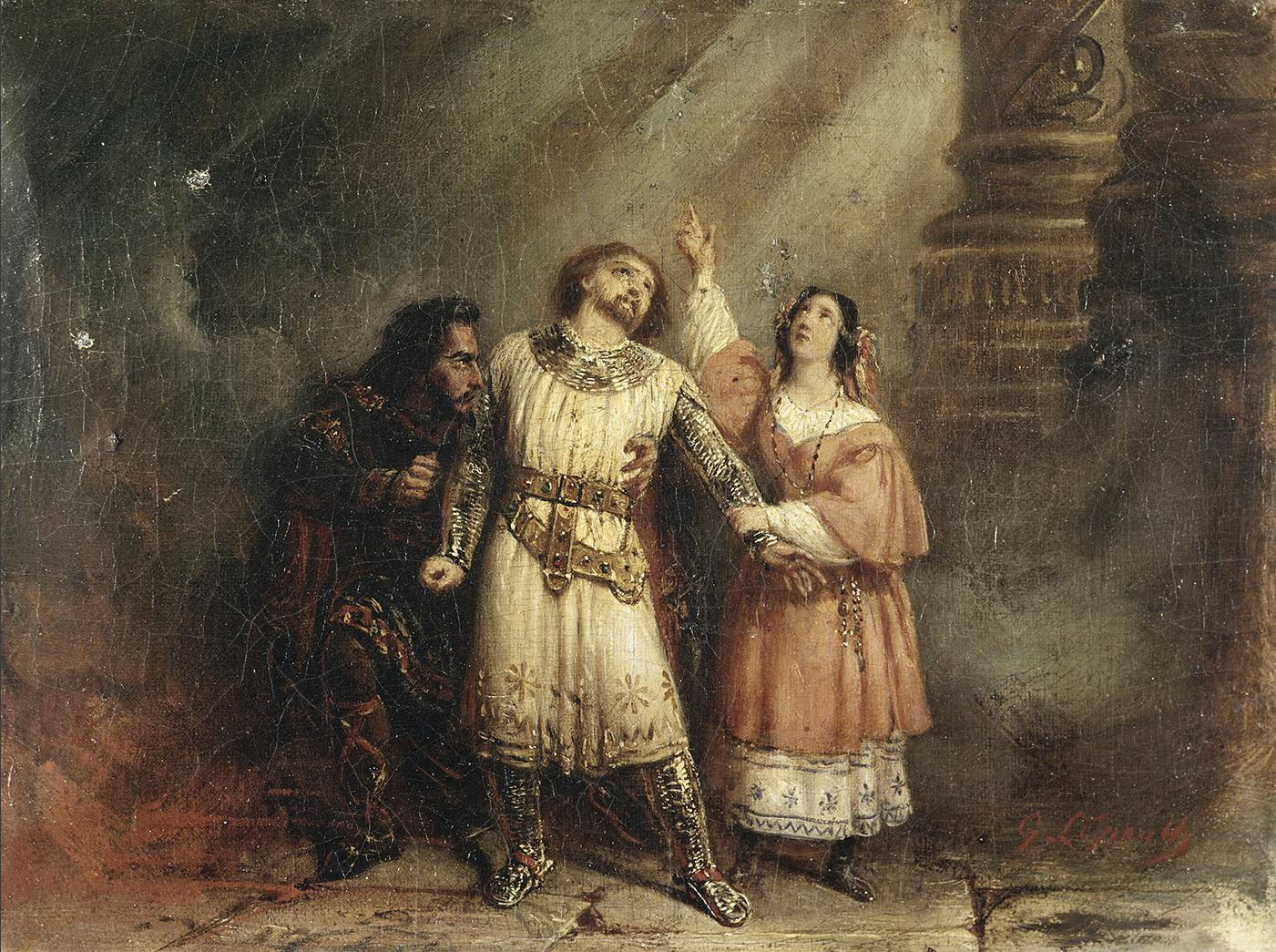
Acto V con Levasseur, Nourrit, y Dorus-Gras, 1835)

### Acto V
La catedral de Palermo. Contra el fondo de monjes cantantes, Bertram revela a Roberto que él es su verdadero padre y está deseando renegar de su obligación de entregarlo al diablo. Entra Alice, con noticias de que el príncipe rechaza casarse con Isabelle. Ella también lee el mensaje de su madre, que es rechazar el hombre que la traicionó (Bertram). Suena la media noche, y el tiempo para el golpe de Bertram ha pasado. Bertram cae al infierno, y Roberto cae en los brazos de Isabelle.

## La influencia deRoberto el diablo
La brillante transcripción de sus temas realizada por el compositor y virtuoso Franz Liszt fue tan popular que se convirtió en su tarjeta de presentación: en más de una ocasión se vio obligado a interrumpir los conciertos programados para interpretarla debido a las exigencias de la audiencia.[cita requerida]
Frédéric Chopin y Auguste Franchomme conjuntamento compusieron el Gran dúo concertante sobre temas de la ópera, para violonchelo y piano, en 1832.[cita requerida]
El pianista y compositor italiano Adolfo Fumagalli compuso una elaborada fantasía sobre la ópera para la mano izquierda sola como su Op. 106.[cita requerida]
La popularidad de la obra abarcó muchas parodias y pastiches, incluida una de W. S. Gilbert, Roberto el Diablo, que inauguró el Gaiety Theatre de Londres en 1868.[cita requerida]
Dado el año del estreno de la ópera, no mucho tiempo después de la Revolución de julio, fue amplia y apasionadamente interpretada por críticos y literatos, como Honoré de Balzac y Heinrich Heine, como un comentario sobre la historia revolucionaria de Francia y en su presente y futuro político y social.[cita requerida]

### Legado
La ópera y Meyerbeer aparecen mencionados en el musical El fantasma de la ópera: "Lote 664 - una pistola de madera y tres cráneos humanos, de la producción de 1831 de esta casa de Robert le diable por Meyerbeer".[cita requerida]

## Grabaciones
| Año  | Elenco (Robert, Alice, Isabelle, Bertram, Raimbaut)                                     | Director, Casa de ópera y Orquesta | Sello                                  |
| ---- | --------------------------------------------------------------------------------------- | --- | -------------------------------------- |
| 1968 | Giorgio Merighi, Stefania Malagù, Renata Scotto, Boris Christoff, Gianfranco Manganotti | Nino Sanzogno, Orquesta y coro de Maggio Musicale Fiorentino (Grabaciones de una interpretación del Maggio Musicale, 7 de mayo)                        | Audio CD: Pantheon Music Cat: XLNC-127 |
| 1985 | Rockwell Blake, Michèle Lagrange, June Anderson, Samuel Ramey, Walter Donati            | Thomas Fulton, Orquesta y Coro de la Ópera de París (Grabación en video de una interpretación en el Palais Garnier, junio)                             | DVD: Encore Cat: DVD 2006              |
| 2000 | Jianyi Zhang, Marina Mescheriakova, Nelly Miricioiu, Kwangchui Youn, Stephan Rügamer    | Marc Minkowski, Orquesta y Coro de la Ópera Estatal de Berlín (Grabación de una interpretación en el Staatsoper unter den Linden, Berlín, 14 de marzo) | Audio CD: House of Opera Cat: CD 689   |